# Торпедоносец
Торпедоносец е боен самолет, чието основно предназначение е поразяването с авиационни торпеда на бойни и транспортни кораби, подводници и други плавателни съдове. По-късните торпедоносци са използвани и за поставянето на морски минни заграждения, обезпечаване на стоварването на морски десанти и др.
Торпедоносците се появяват в края на Първата световна война и бързо навлизат във флотовете на големите морски сили. Най-широко разпространение получават в годините на Втората световна война. Освен торпедоносците, специално разработвани като такива, често това са преоборудвани бомбардировачи, пригодени да носят торпеда и да изпълняват специфичните задачи, свързани с морските условия.
След края на Втората световна война във връзка с подобряването през 50-те години на 20 в. на морските средства за ПВО, както и с появата на противокорабни ракети, способни ефективно да поразяват надводни цели на големи разстояния, торпедоносците, въоръжени с противокорабни торпеда, губят значението си и са извадени от строя.
Днешните „торпедоносци“ са въоръжени почти изключително с противолодъчни (против подводници) торпеда. Това са различни типове патрулни и палубни самолети и вертолети, както и такива на морската авиация, които притежават необходимата апаратура за употребата на тези торпеда.

## Някои типове торпедоносци

### Първа световна война
- Sopwith T.1 Cuckoo  Великобритания
- Sopwith Type 860  Великобритания
- Wight 840  Великобритания
- Gotha WD.7  Германия
- Gotha WD.14  Германия

### Втора световна война
- ДБ-3Т  СССР
- Ил-4Т  СССР
- Ту-2Т  СССР
- Arado Ar 196  Нацистка Германия
- He-111H-6  Нацистка Германия
- He-115  Нацистка Германия
- Douglas TBD Devastator  САЩ
- Grumman TBF Avenger  САЩ
- Consolidated TBY Sea wolf  САЩ
- Fairey Swordfish  Великобритания
- Handley Page Hampden TB.I  Великобритания
- de Havilland Mosquito TF/TR  Великобритания
- Nakajima B5N Kate  Япония
- Nakajima В6N Tenzan  Япония
- Aichi В7А Ryusei  Япония

### Следвоенен период и съвремие
- Ил-28Т  СССР
- Ту-14Т  СССР
- Ту-16Т  СССР
- Lockheed Р-2 Neptune  САЩ
- Lockheed P-3 Orion  САЩ
- Lockheed S-3A Viking  САЩ
- Hawker Siddeley Nimrod MR1  Великобритания
- Dassault Atlantique II ATL2  Франция

|  | Уикипедия разполага с Портал:Авиация |